# 买买提明·买买提
买买提明·买买提（維吾爾語：مۇھەممەتئىمىن مەمەت‎，拉丁维文：Memtimin Memet；1971年10月10日—），又名买买提明·阿西木（維吾爾語：مۇھەممەتئىمىن قاسىم‎，拉丁维文：Memtimin Hasim）、阿不都哈克·突厥斯坦尼（羅馬化：Abdul Haq al-Turkistani）、买买提明·切克曼、木合里斯、赛甫丁等，中国新疆维吾尔族，东突厥斯坦伊斯兰运动领导人。

## 生平
买买提明·买买提1971年10月10日生於新疆和田策勒縣，1998年3月加入东伊运组织担任训练营军事教官。2003年11月，時任东伊运首领艾山·买合苏木被巴基斯坦军击毙后，买买提明·买买提继任。2008年，策划针对北京奥运会的恐怖袭击。2010年2月15日，有傳聞稱买买提明於巴基斯坦北瓦濟里斯坦遭美军无人机空襲炸死，然而2014年6月時报道證實其僅於空襲中受重伤並未死亡，更已于2014年康复并重新担任领导职务。
2024年12月6日敘利亞叛軍兵臨大馬士革城下之際，买买提明於敘利亞公開演講，威脅將於阿薩德政權垮台後對中國發動聖戰解放維吾爾族。